# Лукіно I Вісконті
Лукіно I (*Luchino I, між 1285 та 1292 —24 січня 1349) — сеньйор Мілану в 1339—1349 роках.

## Життєпис

### Молоді роки
Походив з династії Вісконті. Син Маттео I, графа і сеньйора Мілану, та Бонакози Боррі. 1315 року було призначено подестою міста Павія. Того ж року рушив на допомогу Пізанської республіки, брав участь у битві при Монтекатіні, де пізанці перемогли флоринтійців та неаполітанців. Самого Лукіно було поранено. У 1316 році одружився з донькою маркграфа Салуццо, але у 1317 році вона померла.
У 1318 році одружився з представницею впливового генуезького роду Спінола. У 1320 році він став подеста Віджевано, де їм був споруджений замок. У 1323 році папа римський Іоанн XXII відлучив від церкви усю родину Вісконті, яка виступила проти нього на боці імператора Людовика IV Віттельсбаха.

### На чолі війська
Коли в 1329 році його небіж — Аццоне Вісконті — повернув посаду капітана Мілана і почав відновлювати владу в колишніх володіннях Вісконті, Лукіно сприяв йому в управлінні державними справами. Того ж року очолив міланське військо. У 1339 році здобув перемогу у битві за Параб'яго над найманцями свого двоюрідного брата Лодрісіо, що мав намір захопити владу в Мілані.

### Сеньйор Мілана
У серпні того ж року після смерті Аццоне, сеньйорії Мілана та інших міст Ломбардії обрали Лукіно та його брата архієпископа Джованні співправителями. Лукіно взяв на себе усі державні та військові справи, залишивши братові церковні. Того ж року померла його друга дружина. Незабаром оженився на небозі папи римського Адріана V.
На чолі сеньйорій Лукіно проявив себе людиною жорстоким, підозрілою та злопам'ятною. У липні 1340 року група впливових громадян Мілану, незадоволена правлінням Лукіно, на чолі із Франческо Пастерла спробувала повалити його. Проте змову було викрито, а серед зрадників виявилися небожі Лукіно і Джованні — Маттео, Галеаццо і Бернабо, яких Лукіно вигнав з Мілана.
У 1341 році за 500 тис. флоринів отримав посаду папського вікарія в Ломбардії, що було юридичним визнанням влади Вісконті. 1342 році знято звинувачення в єресі Лукіно та інших членів його родини. Того ж року Лукіно істотно розширив володіння, приєднавши до них міста Беллінцона, Локарно, Боббіо, Асті, Альба, Чераскі, Алессандрію і Тортону.
У 1344 році вступив у конфлікт з Пізанською республікою. У 1346 році викупив в Обіццо III д'Есте місто Парма. У 1346 році придушив друге повстання небіжів.
Лукіно створив постійне збройне ополчення, яке забезпечувало безпеку торгових шляхів через Альпи, а також до Генуї і Венеції. Також він впровадив посаду верховного судді Мілана, який обов'язково повинен був бути іноземцем і не мати зв'язків з будь-ким з міланської знаті.
У 1349 році Лукіно Вісконті, запідозривши дружину Ізабеллу в зраді, збирався піддати її жорстокому покаранню, але незабаром помер, ймовірно, його було отруєно дружиною. Після його смерті брат Джованні Вісконті став одноосібним сеньйором Мілана.

## Родина
1. Дружина — Віолета, донька Томаса I, маркграфа Салуццо
дітей не було
2. Дружина — Катерина, донька Обіццо Спінола
дітей не було
3. Дружина — Ізабелла, донька Карло Фієскі
Діти:
- Лукіно Новелло (1346—1399)
- брат-близнюк (помер при народженні)

4. Коханки: Діти:
- Брізіо (д/н-1356), подеста Лоді та Тортони
- Борсо